# Adalbert de Savoie-Gênes
Adalbert de Savoie-Gênes (en italien : Adalberto Luitpoldo Elena Giuseppe Maria di Savoia-Genova), né le 19 mars 1898 à Turin, où il est mort le 12 décembre 1982) est un membre de la maison de Savoie, appartenant à la branche de Savoie-Gênes et un général italien.
Dans l'entre-deux-guerres, il est souvent cité avec le titre de duc de Bergame, qu'il a reçu ad personam le 22 septembre 1904.

## Biographie

### Famille
Adalbert de Savoie-Gênes, né en 1898 à Turin, est le troisième fils de Thomas de Savoie-Gênes et d'Élisabeth de Bavière (1863-1924). Son père est le petit-fils de Charles-Albert de Sardaigne et du roi Jean Ier de Saxe. Sa mère est une petite-fille de Louis Ier de Bavière et arrière-petite-fille de Charles IV d'Espagne et de François Ier des Deux-Siciles.
Le couple a cinq enfants outre Adalbert : Ferdinand (1884-1963), Philibert (1895-1990), Marie Bonne (1896-1971), Marie-Adélaïde (1904-1979) et Eugène (1906-1996). Le 22 septembre 1904, le roi Victor-Emmanuel III lui confère le titre de duc de Bergame.

### Militaire de carrière
Il participe à la Première Guerre mondiale et se bat sur le Montello en octobre 1917 et dans la Vallagarina en février 1918. Par la suite, sa carrière militaire a lieu entre l'Italie et l'Éthiopie:
- 1927-1930 : en formation à l'école militaire.
- 1931-1934 : commandant de la « Savoia Cavalleria » régiment.
- 1934 : promotion au grade de général de brigade.
- 1934-1935 : commandant de la 6e brigade d'infanterie.
- 1935 : promu commandant adjoint de la division.
- 1935-1936 : vice-commandant-général de la 24e division d'infanterie « Gran Sasso » (en Éthiopie).
- 1936 : général de division, commandant général de la 24e division d'infanterie « Gran Sasso », commandant général de la 58e division d'infanterie « Legnano », commandant général de la troisième corps.
- 1940-1942 : général commandant de la 8e armée.
- 1943 : général commandant la 7e armée.

Après l'occupation italienne de l'Albanie, Adalbert est nommé lieutenant-général du roi et représente la maison de Savoie à l'occasion du mariage du roi Zog, en inspirant beaucoup de sympathie aux Albanais. Il conduit à Sofia la délégation officielle italienne lors de l'enterrement du roi Boris III de Bulgarie, mort dans des circonstances mystérieuses, le 28 août 1943. Pendant le fascisme, l'OVRA monte un dossier concernant son homosexualité. Il ne s'est jamais marié et n'a pas eu d'enfants.
Le duc de Bergame semble par ailleurs avoir eu des projets de mariage avec une noble piémontaise, qui auraient avorté en raison de l'opposition d'Umberto II. Il a toujours été éloigné des mondanités et de la cour et mène une vie assez anonyme, surtout quand on le compare à celui des cousins de la branche de Savoie-Aoste. 

### Sous la République italienne
Après la naissance de la République italienne en 1946, il vit pendant trente ans, avec son frère aîné Philibert, à l'hôtel Ligure, place Carlo-Felice à Turin. En 1977, après que des gangsters ont attaqué l'hôtel et volé le contenu de certains coffres-forts, Adalbert s'installe dans une villa sur la propriété de Gertrud Kiefer von Raffler, la veuve du riche industriel Massimo Olivetti (fils de Camillo Olivetti), où il est mort en 1982. Il est enterré dans la crypte royale de la basilique de Superga, sur les collines du Piémont de la capitale.
Au moment du référendum de 1946, dans le journal de Falcone Lucifero, sont publiées quelques insinuations peu flatteuses sur le style de vie d'Adalbert et Philibert, qui a toutefois toujours été plein de réserve et de simplicité.

## Honneurs
Adalbert de Savoie-Gênes a reçu les ordres suivants :
- Chevalier de l'ordre suprême de la Très Sainte Annonciade (1919)[9] ;
- Chevalier de l'ordre de la Couronne d'Italie ;
- Bailli grand-croix d'honneur et de dévotion de l'ordre souverain de Malte ;
- Chevalier de l'ordre de Saint-Hubert (Bavière) ;
- Chevalier de l'ordre de l'Aigle noir (Prusse).

## Ascendance
|  |                                                   |  |  |  |  |  |  |  |  |  |  |  |  |
|  | 8. Charles-Albert (roi de Sardaigne)              |  |  |  |  |  |  |  |  |  |  |  |  |
|  |                                                   |  |  |  |  |  |  |  |  |  |  |  |  |
|  |                                                   |  |  |  |  |  |  |  |  |  |  |  |  |
|  | 4. Ferdinand de Savoie                            |  |  |  |  |  |  |  |  |  |  |  |  |
|  |                                                   |  |  |  |  |  |  |  |  |  |  |  |  |
|  |                                                   |  |  |  |  |  |  |  |  |  |  |  |  |
|  | 9. Marie-Thérèse de Habsbourg-Toscane (1801-1855) |  |  |  |  |  |  |  |  |  |  |  |  |
|  |                                                   |  |  |  |  |  |  |  |  |  |  |  |  |
|  |                                                   |  |  |  |  |  |  |  |  |  |  |  |  |
|  | 2. Thomas de Savoie-Gênes                         |  |  |  |  |  |  |  |  |  |  |  |  |
|  |                                                   |  |  |  |  |  |  |  |  |  |  |  |  |
|  |                                                   |  |  |  |  |  |  |  |  |  |  |  |  |
|  | 10. Jean Ier (roi de Saxe)                        |  |  |  |  |  |  |  |  |  |  |  |  |
|  |                                                   |  |  |  |  |  |  |  |  |  |  |  |  |
|  |                                                   |  |  |  |  |  |  |  |  |  |  |  |  |
|  | 5. Élisabeth de Saxe (1830-1912)                  |  |  |  |  |  |  |  |  |  |  |  |  |
|  |                                                   |  |  |  |  |  |  |  |  |  |  |  |  |
|  |                                                   |  |  |  |  |  |  |  |  |  |  |  |  |
|  | 11. Amélie de Bavière                             |  |  |  |  |  |  |  |  |  |  |  |  |
|  |                                                   |  |  |  |  |  |  |  |  |  |  |  |  |
|  |                                                   |  |  |  |  |  |  |  |  |  |  |  |  |
|  | 1. Adalbert de Savoie-Gênes                       |  |  |  |  |  |  |  |  |  |  |  |  |
|  |                                                   |  |  |  |  |  |  |  |  |  |  |  |  |
|  |                                                   |  |  |  |  |  |  |  |  |  |  |  |  |
|  | 12. Louis Ier (roi de Bavière)                    |  |  |  |  |  |  |  |  |  |  |  |  |
|  |                                                   |  |  |  |  |  |  |  |  |  |  |  |  |
|  |                                                   |  |  |  |  |  |  |  |  |  |  |  |  |
|  | 6. Adalbert de Bavière                            |  |  |  |  |  |  |  |  |  |  |  |  |
|  |                                                   |  |  |  |  |  |  |  |  |  |  |  |  |
|  |                                                   |  |  |  |  |  |  |  |  |  |  |  |  |
|  | 13. Thérèse de Saxe-Hildburghausen                |  |  |  |  |  |  |  |  |  |  |  |  |
|  |                                                   |  |  |  |  |  |  |  |  |  |  |  |  |
|  |                                                   |  |  |  |  |  |  |  |  |  |  |  |  |
|  | 3. Élisabeth de Bavière (1863-1924)               |  |  |  |  |  |  |  |  |  |  |  |  |
|  |                                                   |  |  |  |  |  |  |  |  |  |  |  |  |
|  |                                                   |  |  |  |  |  |  |  |  |  |  |  |  |
|  | 14. François de Paule de Bourbon (1794-1865)      |  |  |  |  |  |  |  |  |  |  |  |  |
|  |                                                   |  |  |  |  |  |  |  |  |  |  |  |  |
|  |                                                   |  |  |  |  |  |  |  |  |  |  |  |  |
|  | 7. Amélie d'Espagne                               |  |  |  |  |  |  |  |  |  |  |  |  |
|  |                                                   |  |  |  |  |  |  |  |  |  |  |  |  |
|  |                                                   |  |  |  |  |  |  |  |  |  |  |  |  |
|  | 15. Louise-Charlotte de Bourbon-Siciles           |  |  |  |  |  |  |  |  |  |  |  |  |
|  |                                                   |  |  |  |  |  |  |  |  |  |  |  |  |
|  |                                                   |  |  |  |  |  |  |  |  |  |  |  |  |